# Walther Kern
Walther Kern (* 18. Dezember 1900 in Sprockhövel; † 7. Februar 1965 ebenda) war ein deutscher Pharmazeut und Hochschullehrer an der TH Braunschweig.

## Leben
Kern studierte von 1920 bis 1924 an der Universität Jena, der Universität Kiel und an der TH Braunschweig Pharmazie. Sein pharmazeutisches Staatsexamen legte er 1924 an der Universität Kiel ab. Seit den 1920er-Jahren gehörte er der NSDAP an. Im Jahre 1930 wurde er zum Dr.-Ing. promoviert. Von 1930 bis 1939 war Kern Dozent und Abteilungsvorsteher am Pharmazeutischen Institut der TH Braunschweig und von 1939 bis 1945 außerordentlicher Professor und Direktor des Instituts für Angewandte Pharmazie an der TH Braunschweig. Nach 1945 war Kern als freier Wissenschaftler und ab 1951 im Laboratorium Dr. Cordes in Bochum tätig. Seit den fünfziger Jahren war er in der Wissenschaftlichen Arbeitsgemeinschaft der Apothekerkammern Nordrhein, Westfalen-Lippe und Rheinland-Pfalz tätig. Seine Emeritierung erfolgte im Jahre 1959.

## Bedeutung
Durch seine Arbeiten und den Aufbau eines Institutes für Angewandte Pharmazie an der TH Braunschweig trug Kern zur Entwicklung der pharmazeutischen Technologie in Deutschland bei und mit seinem Lehrbuch Angewandte Pharmazie ebenso zur Begründung des Faches Galenik. Das pharmazeutisch-galenische Erfahrungsgut verstand Kern mit den modernen Erkenntnissen der Chemie und Physik zu verbinden. Mit seinen Arbeiten gestaltete er unter anderem den 3. Nachtrag des Deutschen Arzneibuchs (DAB 6). Ein Höhepunkt seiner wissenschaftlichen Arbeit war die Herausgabe des 2. Ergänzungsbandes von Hagers Handbuch der Pharmazeutischen Praxis (1958).